# Ataque ao Crocus City Hall
Ataque ao Crocus City Hall foi um ataque terrorista contra a sala de concertos Crocus City Hall, parte do complexo comercial Crocus City Mall,  em Krasnogorski, Oblast de Moscou, iniciado numa sexta-feira, 22 de março de 2024, por volta das 20h00, e terminado no dia seguinte, 23, às 11:30 (horário local, UTC+3). Um tiroteio massivo e múltiplas explosões foram relatadas.
Pelo menos 144 pessoas morreram e mais de 500 ficaram feridas depois que cinco homens armados e camuflados abriram fogo contra a multidão. Foi o ataque terrorista mais letal ocorrido na Rússia, desde o cerco à escola de Beslan em 2004, e o mais mortal registrado em Moscou desde os atentados contra apartamentos russos em 1999.
O Estado Islâmico de Coraçone (EI-C), uma afiliada regional do Estado Islâmico com sede no Ásia Meridional, assumiu a responsabilidade por meio de comunicado divulgado, logo após o ataque, pela agência de notícias Amaq, através do seu canal no Telegram. Em 23 de março, o EI-C divulgou fotos dos terroristas e um relatório completo sobre o atentado. Mais tarde, no mesmo dia, a Amaq divulgou um vídeo mostrando o tiroteio e o corte da garganta das vítimas.
O presidente russo, Vladimir Putin, classificou o ataque como um "ato terrorista bárbaro" e disse que homens armados foram presos. Posteriormente, foi relatado que dois dos homens armados foram mortos. Ele também declarou o dia 24 de março como dia de luto nacional.

## Contexto

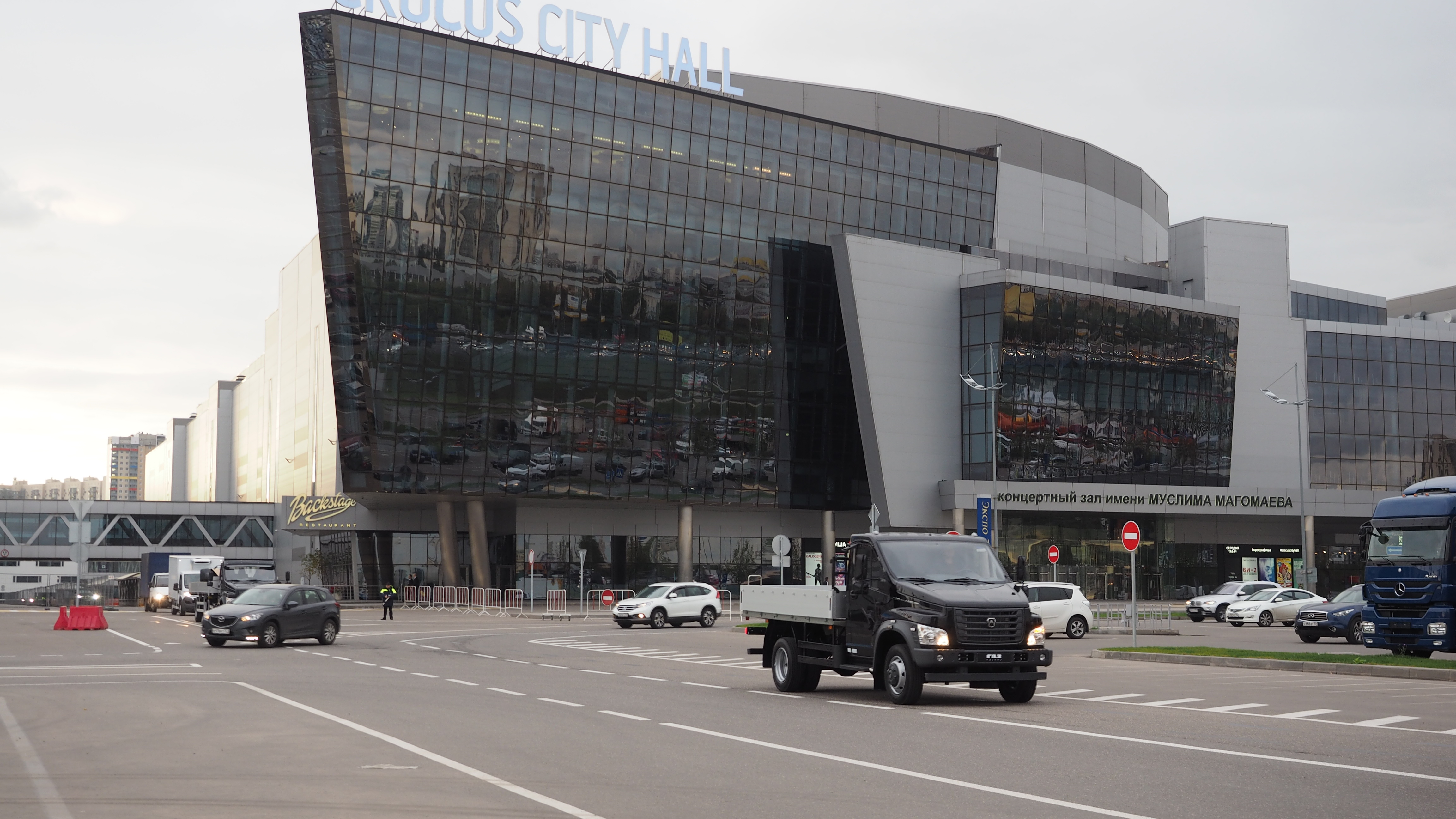
O Crocus City Hall antes dos ataques

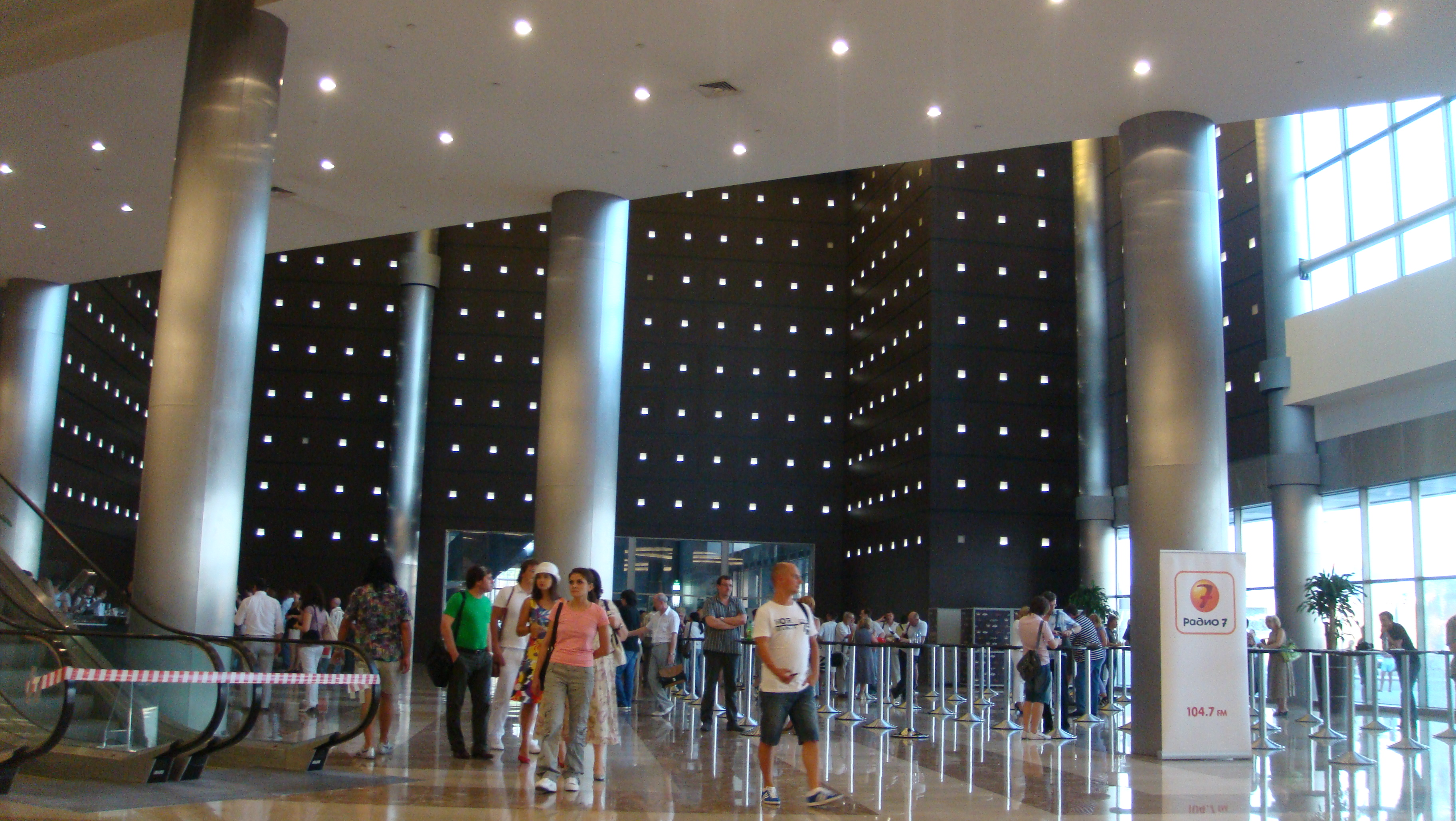
Hall de entrada do Crocus City Hall antes do atentado

O Crocus City Hall é parte de um bloco de centros comerciais, restaurantes e outras atrações chamado Crocus City. Foi construído em 2009 como um local de concertos com capacidade para 6 mil pessoas. A 7 de Março de 2024, o Serviço Federal de Segurança (FSB) da Rússia anunciou que tinha neutralizado uma célula terrorista ligada ao Estado Islâmico em Moscovo, que pretendia atacar uma sinagoga na cidade.
Duas semanas antes do ataque, a embaixada do Reino Unido e a embaixada dos Estados Unidos avisaram sobre planos extremistas de atacar grandes aglomerações, incluindo concertos em Moscou. Naquele dia, os Estados Unidos também avisaram privadamente autoridades russas sobre o perigo de um ataque iminente do EI-C com base em informações reunidas no início de março.
Em 19 de março de 2024, o presidente russo Vladimir Putin chamou de "chantagem descarada" os avisos sobre possíveis ataques terroristas na Rússia. O porta-voz do Conselho de Segurança Nacional dos Estados Unidos, John Kirby, afirmou que acreditava que os avisos anteriores não tinham relação com o ataque e que os Estados Unidos não tinham conhecimento prévio do ataque.

## Ataque

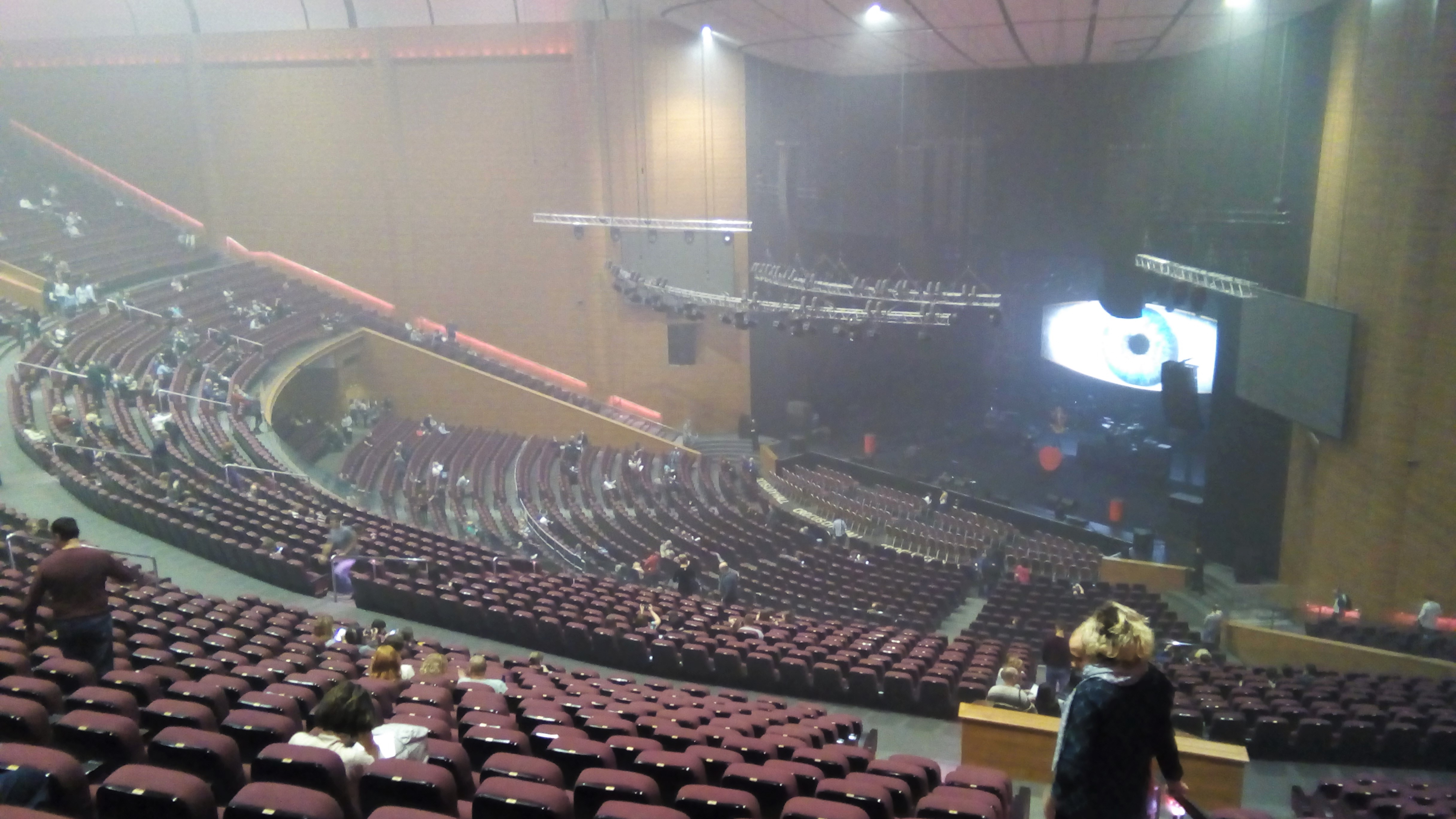
Interior do Crocus City Hall antes (2019)

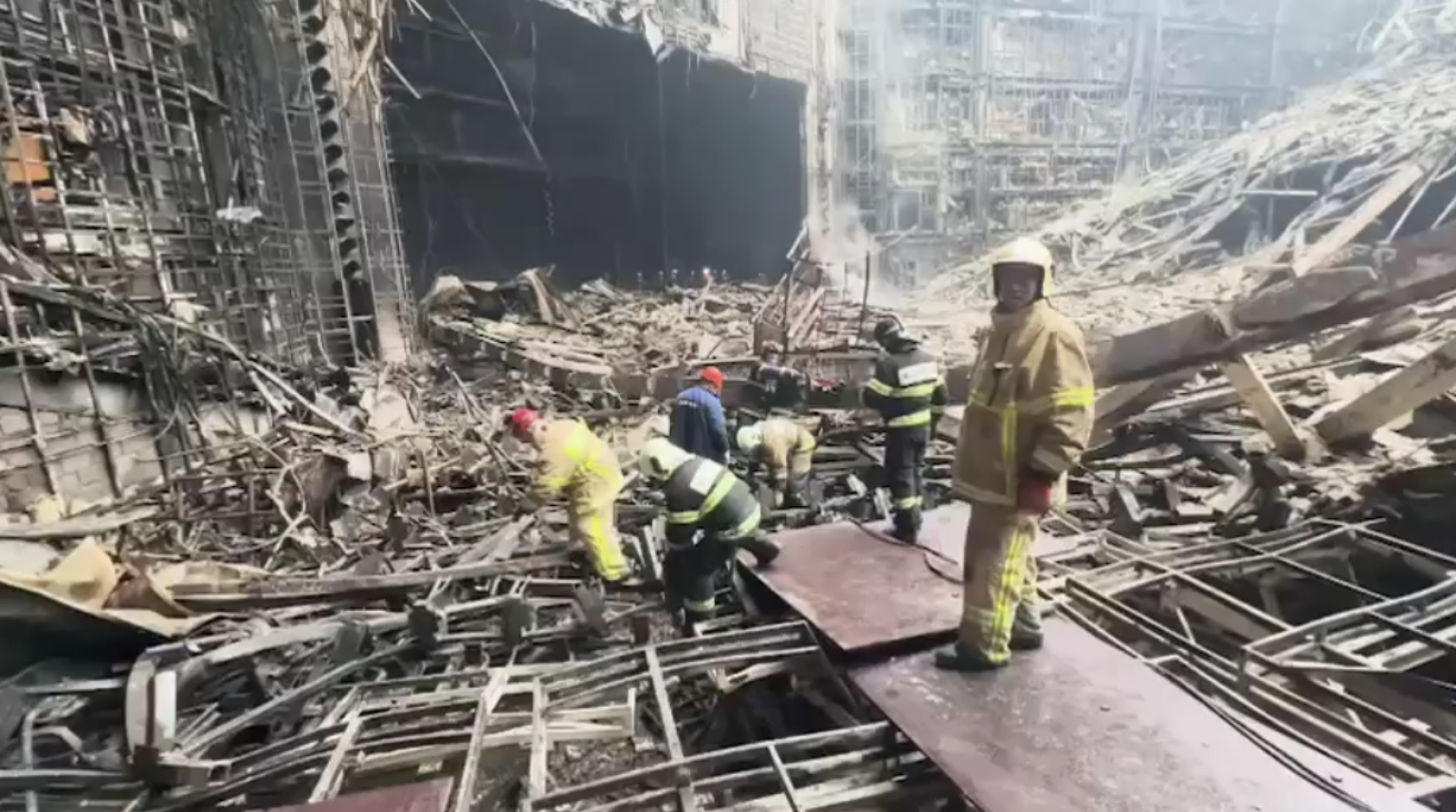
Interior do Crocus City Hall após o atentado

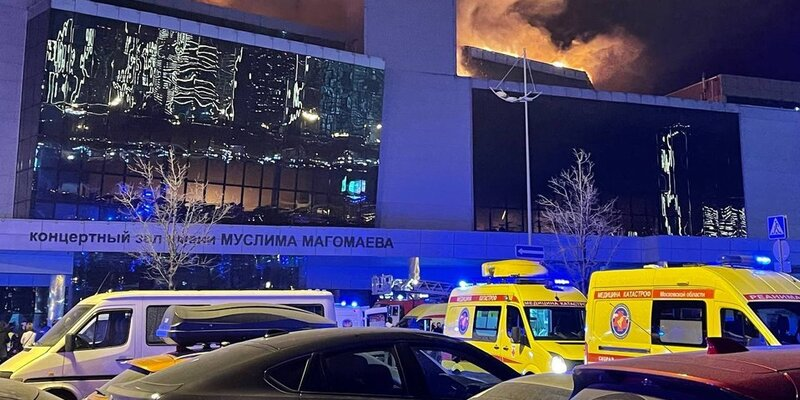
Exterior do Crocus City Hall em chamas após o atentado

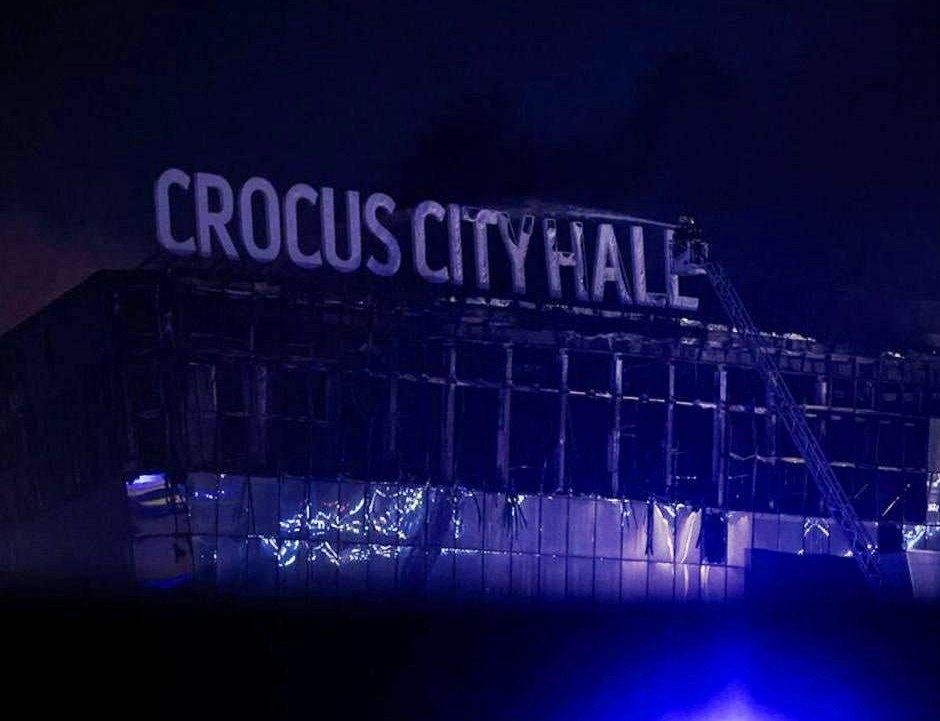
Fachada do Crocus City Hall parcialmente destruída após o incêndio causado pelo atentado

Em 22 de março de 2024, a banda russa Picnic estava programada para fazer um show lotado no Crocus City Hall. Por volta das 20h00, horário local (MSK, UTC+3), antes da banda começar a sua apresentação, pelo menos três homens armados mascarados e em uniforme camuflado abriram fogo contra a multidão usando espingardas automáticas. Os atacantes foram descritos por uma testemunha como "barbudos". Os agressores também teriam usado coquetéis molotov, provocando um incêndio no auditório, e causando o colapso parcial do telhado. No momento do ataque, havia uma competição de dança de salão onde crianças estavam se apresentando.
Unidades policiais especializadas das unidades SOBR e OMON foram enviadas para o local. Às 21h32, foi relatada uma explosão, seguida por um desabamento parcial do telhado por volta das 22h. Segundo alguns relatos, alguns dos atiradores se barricaram dentro do prédio. Imagens verificadas pelo BBC Verify mostraram "um close-up do que parece ser atiradores disparando indiscriminadamente".
Pelo menos 133 pessoas foram mortas e mais de 145 ficaram feridas, com 60 em estado crítico. Centros comerciais e outros espaços públicos foram evacuados após o ataque. A Guarda Nacional Russa foi enviada para procurar os agressores, sendo afirmado que eles possivelmente escaparam usando um carro branco.
A evacuação dos sobreviventes foi realizada por helicópteros médicos, com relatos de 70 equipes de ambulâncias sendo despachadas. Os bombeiros conseguiram evitar que o fogo se espalhasse. Um número desconhecido de pessoas fugiu para a área de estacionamento do palco, enquanto outros fugiram para o telhado. As autoridades conseguiram evacuar aproximadamente 100 pessoas que estavam se escondendo no porão.
Os músicos do Picnic posteriormente postaram no Instagram que eles e sua equipe estavam "vivos e seguros", embora depois tenham dito que não conseguiram entrar em contato com um dos membros da banda.

### Vítimas

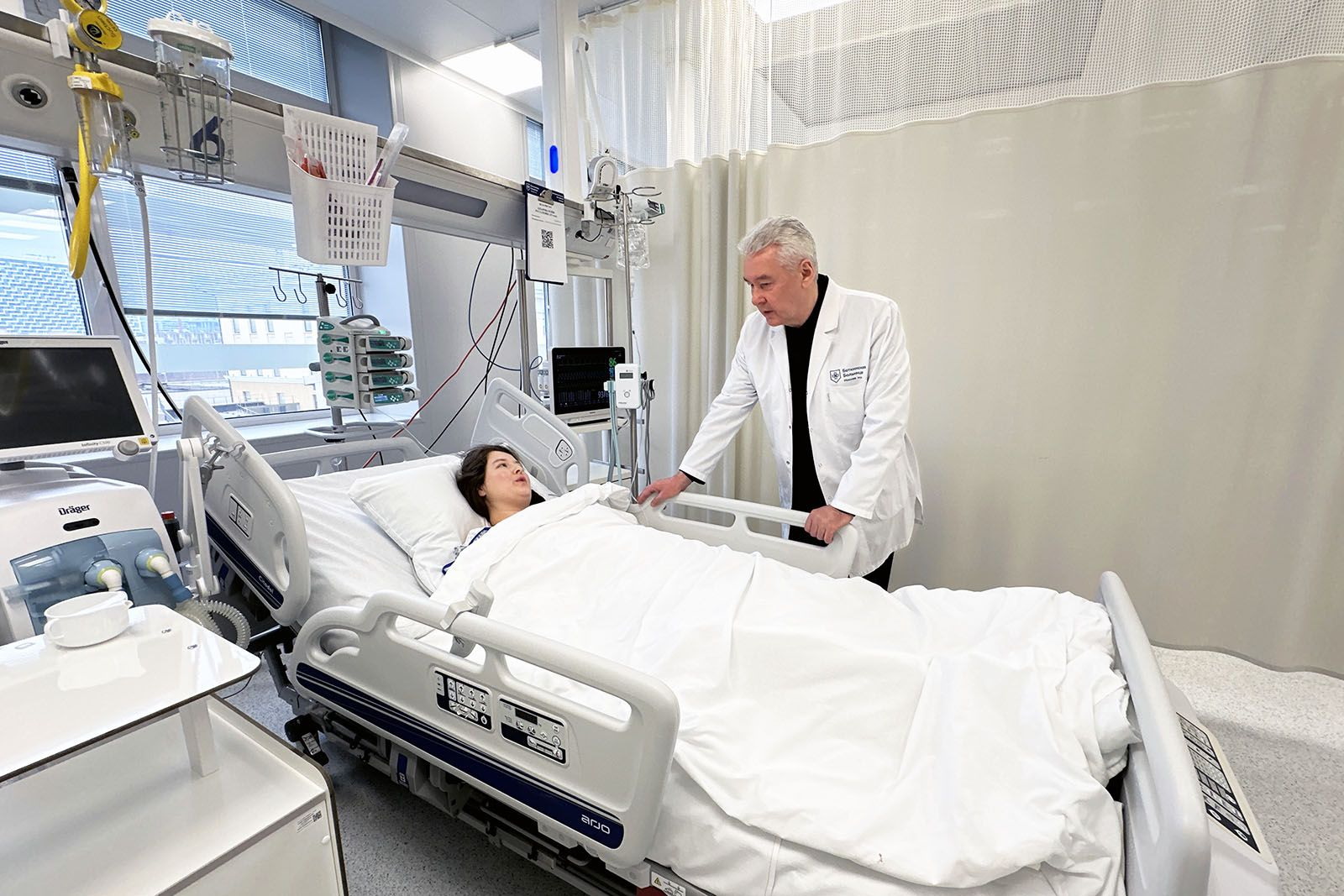
O prefeito de Moscou, Sergey Sobyanin, visita uma das vítimas do atentado no Hospital Botkin na capital russa

Pelo menos 144 pessoas morreram e mais de 500 ficaram feridas, sendo 107 delas hospitalizadas e pelo menos 60 pessoas em estado grave. Além dos ferimentos à bala, algumas das mortes foram causadas pela inalação de fumaça. Segundo o ministro da Saúde russo, Mikhail Murashko, cinco crianças ficaram feridas no ataque.
Os membros da banda russa Picnic postaram posteriormente no Instagram que eles e seus empresários estavam "vivos e seguros", sendo que a agência de notícias russa TASS relatou posteriormente que eles haviam sido evacuados do centro comercial.

## Responsabilidade

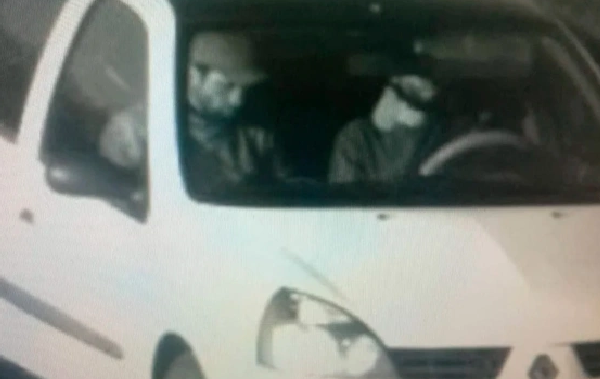
Dois dos supostos terroristas durante a fuga, em imagem capturada por uma câmera de CCTV

Até 23 de março, 11 pessoas haviam sido detidas, e os quatro supostos terroristas no carro branco foram capturados no Oblast de Bryansk, perto da fronteira com a Ucrânia e a Bielorrússia. No entanto, até então, eles ainda não haviam sido identificados. O Comitê de Investigação da Rússia lançou uma investigação criminal sobre o ataque.
Já no domingo (24 de março), os quatro acusados compareceram diante de um tribunal de Moscou, todos com hematomas no rosto e em partes visíveis do corpo, o que gerou a suspeita de que tivessem sido torturados pela polícia russa, de modo que a confiabilidade das informações obtidas durante os interrogatórios policiais foi questionada.
Os acusados pelo crime são: Dalerdzhon Mirzoyev, 32 anos; Saidakrami Rachabalizoda, 30; Shamsidin Fariduni, 25, e Mukhammadsobir Faizov, 19. Mirzoyev e Rachabalizoda admitiram envolvimento no atentado. Faizov estava internado em um hospital e foi levado para a audiência em cadeira de rodas, usando um cateter e trajando uma bata hospitalar. Rachabalizoda tinha um curativo no lado direito da cabeça, e, segundo a imprensa russa, parte de sua orelha  havia sido cortada durante o interrogatório. Os acusados podem ser sentenciados à prisão perpétua. Ao menos outros sete suspeitos haviam sido detidos no sábado (24 de março). Todos são originários do Tajiquistão e moram na Rússia. 
No dia 25 de março, segunda-feira, o presidente Putin  reconheceu, pela primeira vez, que "islamistas radicais" estariam por trás do atentado, apesar de, segundo ele, o ataque ser parte de uma campanha mais ampla de intimidação liderada pela Ucrânia.

### Estado Islâmico de Coraçone
O Estado Islâmico de Coraçone (EI–C) assumiu a responsabilidade pelo ataque pouco depois em um comunicado divulgado pela agência de notícias Amaq, que pertence ao Estado Islâmico, via Telegram, afirmando que os terroristas "retiraram-se para suas bases com segurança". O grupo é uma filial regional do Estado Islâmico do Iraque e do Levante na Ásia Meridional, principalmente Afeganistão. Autoridades estadunidenses afirmaram ter informações de inteligência indicando que o EI–C estava planejando um ataque à cidade de Moscou. Colin Clarke, da think tank independente Centro Soufan, explicou dizendo que "o EI–C tem uma fixação pela Rússia nos últimos dois anos, criticando frequentemente Putin na sua propaganda".

### Alegações russas de envolvimento ucraniano
O jornal russo Kommersant recebeu informações de fontes governamentais de que o grupo anti-Putin Corpo de Voluntários Russos (RDK, sigla em russo), com sede na Ucrânia, seria suspeito, e os policiais russos começaram a receber boletins de busca afirmando que os terroristas são "homens jovens, eslavos, de altura acima da média e possivelmente usavam barbas e bigodes falsos". Tanto o RDK como outro grupo militante anti-Kremlin, a Legião da Liberdade da Rússia, negaram envolvimento no ataque. Dmitry Medvedev, vice de Putin no Conselho de Segurança da Rússia, escreveu no aplicativo Telegram que, se os responsáveis pelo ataque estiverem ligados à Ucrânia, "todos eles devem ser encontrados e destruídos implacavelmente como terroristas", e "representantes oficiais do Estado da Ucrânia que cometeram tal crime" também seriam punidos.
Mykhailo Podolyak, conselheiro do presidente ucraniano Volodymyr Zelensky, escreveu que a Ucrânia, atualmente em guerra com a Rússia, não esteve envolvida no ataque. A Diretoria Principal de Inteligência do Ministério da Defesa da Ucrânia acusou as forças especiais russas de organizar o ataque por ordem de Putin. A Casa Branca classificou a situação como “terrível” e disse que não havia indicação de envolvimento ucraniano no ataque. Apesar disso, o Serviço Federal de Segurança da Rússia alegou que os autores do ataque tinham "contatos" na Ucrânia e tentaram fugir para lá após o ataque. O canal de Telegram russo Baza identificou os quatro agressores como cidadãos naturais do Tajiquistão.
Na noite do ataque, o canal de televisão russo pró-Kremlin NTV transmitiu um vídeo deepfake que pretendia mostrar o secretário do Conselho Nacional de Segurança e Defesa da Ucrânia, Oleksiy Danilov, confirmando o envolvimento ucraniano no ataque, supostamente dizendo: "Diversão hoje em Moscou, acho muito divertido. Gostaria de acreditar que vamos providenciar essa diversão para eles com mais frequência”. O jornal online russo Meduza, com sede em Riga, na Letônia, desmascarou o vídeo, mostrando que ele foi retirado de notícias antigas do canal 1+1 e informou que a mídia pró-Putin financiada pelo Estado na Rússia foi instruída pelo governo russo a destacar possíveis "vestígios" do envolvimento ucraniano no atentado.

## Respostas

### Doméstica

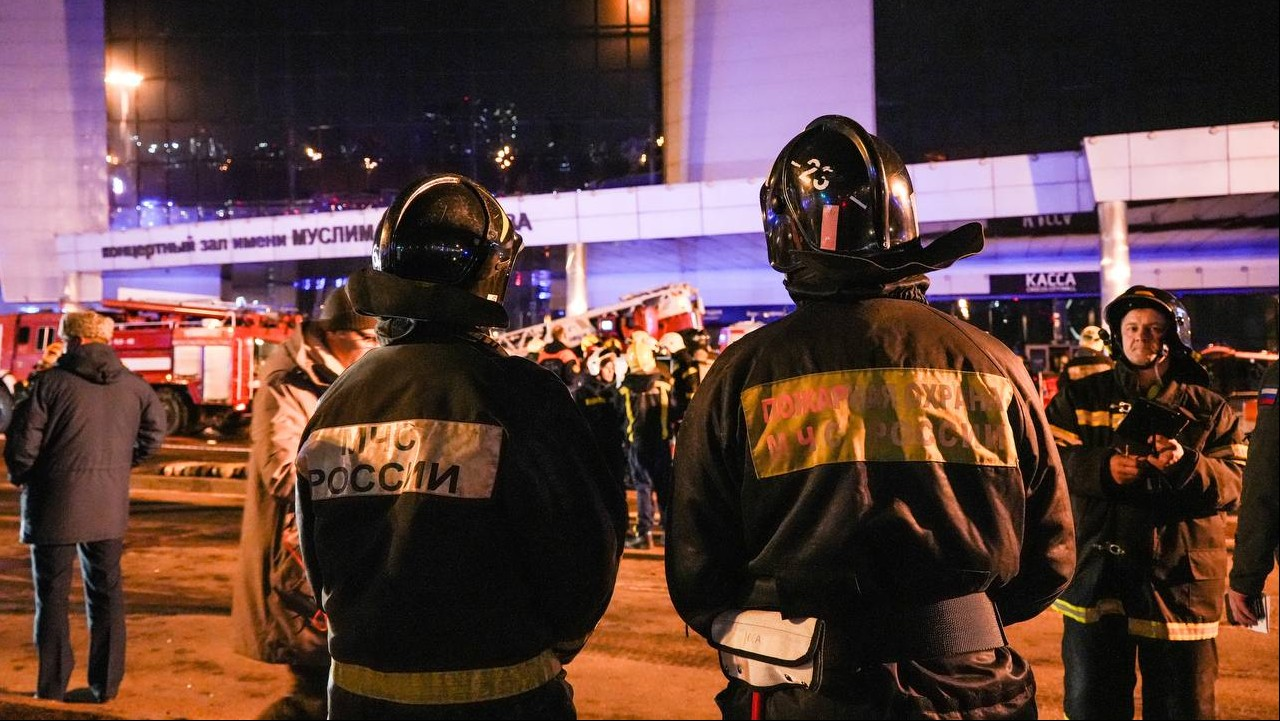
Bombeiros de Moscou perto do local do incêndio

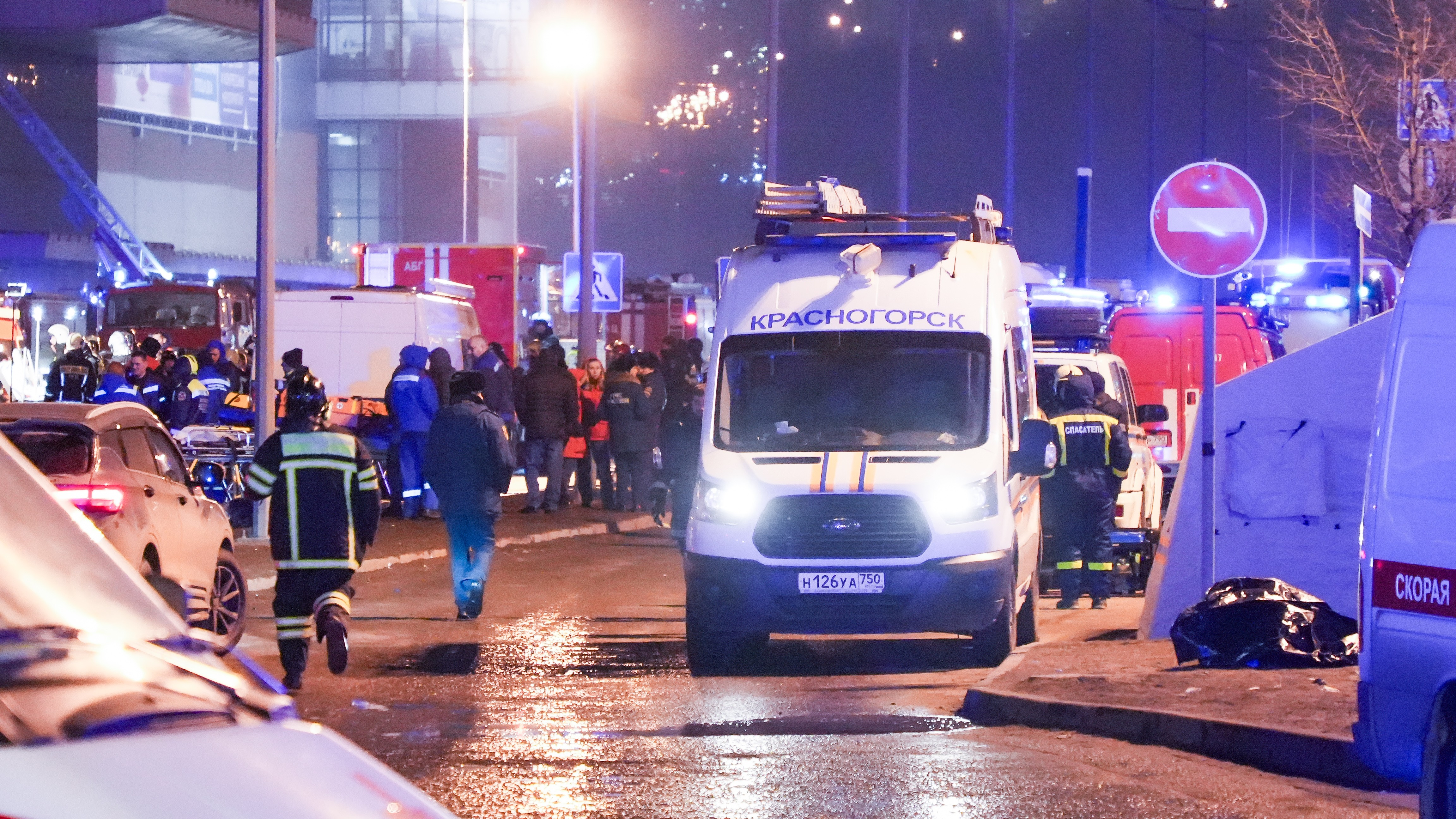
Serviços de emergência respondendo ao ataque

Num discurso à nação em 23 de março, o presidente russo Vladimir Putin anunciou que 24 de março seria um dia de luto nacional pelas vítimas do ataque e prometeu punir os responsáveis. Putin também afirmou que todos os terroristas foram detidos e alegou que eles estavam tentando entrar na fronteira com a Ucrânia, onde disse que uma "janela" teria sido preparada do lado ucraniano. O prefeito de Moscou, Sergey Sobyanin, cancelou todos os eventos de fim de semana na cidade e a segurança foi reforçada nos aeroportos e nas estações de trem e metrô. Posteriormente, o Ministério da Cultura da Rússia cancelou eventos em todo o país. Em São Petersburgo, os centros comerciais foram fechados e o Oblast de Leningrado foi colocado em alerta máximo. Centenas de pessoas reuniram-se em Moscou no dia 23 de março para doar sangue às vítimas.

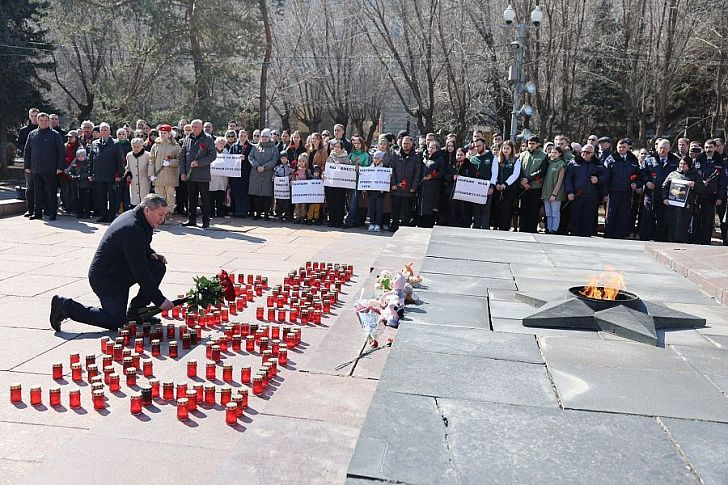
Homenagem em Volgogrado às vítimas do atentando

Putin desejou aos feridos no ataque uma rápida recuperação e elogiou os médicos envolvidos no tratamento das vítimas. Um porta-voz do Patriarca Cirilo da Igreja Ortodoxa Russa disse que ele estava "rezando pela paz para as almas dos mortos". A Embaixada dos Estados Unidos em Moscou expressou "sinceras condolências ao povo russo", enquanto aconselhava seus cidadãos a evitar na área, pois estavam "severamente limitados" na sua capacidade de ajudar os cidadãos estadunidenses devido às limitações impostos pelos russos à capacidade dos funcionários do governo dos Estados Unidos de viajar dentro da Rússia. A embaixada britânica em Moscou condenou o ataque e expressou as suas “sinceras condolências aos familiares e entes queridos dos feridos e mortos nos acontecimentos de hoje”. A porta-voz do Ministério das Relações Exteriores da Rússia, Maria Zakharova, pediu à comunidade internacional que condenasse o ataque, que chamou de “um crime monstruoso”.
Dado o alto nível de xenofobia e discriminação que se verifica na Rússia, contra emigrados de países da Ásia Central, a embaixada do Tajiquistão em Moscou,  prevendo um aumento nas tensões após o ataque ao Crocus, alertou seus cidadãos para que não deixassem suas casas no fim de semana. De fato, vários incidentes envolvendo cidadãos daqueles países ocorreram nos dias seguintes ao atentado, em todo o país: em Blagoveshchensk, no Extremo Oriente Russo, uma empresa de propriedade de imigrados foi incendiada; trabalhadores imigrados foram espancados em Kaluga, a 180 km de Moscou; no aeroporto de Sheremetievo, cidadãos do Quirguistão foram mantidos por dois dias trancados em uma sala, sem comida ou água; usuários de táxis, em Moscou, também não aceitavam ser conduzidos por motoristas tajiques.

### Internacional
O Afeganistão liderado pelo Taleban, onde o EI–C baseia suas operações e que está em guerra com o Taleban desde 2015, chamou o ataque de "uma violação flagrante de todos os padrões humanos" e apelou à cooperação entre eles próprios e os Estados vizinhos. Os governos de vários países, incluindo Estados Unidos, Reino Unido, Paquistão, Polônia, Índia, Arábia Saudita, Turquia, Alemanha, Itália, França, Azerbaijão, Egito, Cazaquistão,  Quirguistão,  Uzbequistão,  Peru, Venezuela, Brasil, México, Taiwan, Palestina, China, Cuba, Síria, Japão, Malásia, Singapura,, Uruguai, África do Sul, bem como o Secretário-Geral das Nações Unidas, António Guterres, a União Europeia e o Presidente da Comissão da União Africana condenaram o ataque e expressaram as suas condolências ao povo russo e familiares das vítimas.
O Ministério das Relações Exteriores da Ucrânia rejeitou as suposições de algumas autoridades russas de que ucranianos estivessem envolvido no ataque, afirmando: "Consideramos que tais acusações são uma provocação planeada pelo Kremlin para alimentar ainda mais a histeria anti-ucraniana na sociedade russa, criar condições para uma maior mobilização dos cidadãos russos para participarem na agressão criminosa contra o nosso país e desacreditarem a Ucrânia aos olhos da comunidade internacional."